# Metros de Santiago
Los Metros de Santiago son un equipo profesional de baloncesto de la República Dominicana con sede en Santiago. Participan en la Liga Nacional de Baloncesto, y juegan sus partidos como local en la Gran Arena del Cibao.
El equipo es el más exitoso de la historia de la nación, ya que cuenta con cinco campeonatos nacionales, obtenidos en 2006, 2007, 2014, 2015 y 2017. Además es el único equipo en la historia en lograr campeonatos consecutivos en 2 ocasiones al conseguirlo en las temporadas 2006 y 2007, y nuevamente en 2014 y 2015.

## Historia
El equipo comenzó su participación en la Liga Dominicana de Baloncesto (Lidoba) (actual Liga Nacional de Baloncesto) en 2005, en la primera temporada de la liga. Ese mismo año, los Metros quedaron fuera de los playoffs al quedar con un récord de 8-13, ocupando la séptima posición en la liga. En la temporada de 2006, siendo liderados por Amaury Filión, Franklin Matos y Joel Ramírez, lograron su primera entrada a la postemporada con un récord de 13-10, concluyendo en la primera posición del Circuito Norte. En sus primeros playoffs, los Metros eliminaron a los Marineros de Puerto Plata superándolos en tres de cinco partidos y avanzando a la serie por el título. En la Serie Final, el equipo de los Metros conquistaron su primer título al vencer a los Constituyentes de San Cristóbal, cuatro partidos a tres.
En la temporada de 2007, los Metros lograron su segundo boleto a los playoffs de forma consecutiva al lograr un récord de 10-13. Los Metros eliminaron a los Indios de San Francisco de Macorís dos juegos a uno en la primera ronda de la postemporada, luego derrotaron a los Marineros de Puerto Plata 3 juegos a 1 en la serie final del circuito pactada al mejor de 5 juegos, proclamándose campeón del circuito norte y avanzando a la serie por el  título nacional. Antes de la serie final, los Metros contrataron al estadounidense Jamaal Thomas, quien jugó con los Marineros de Puerto Plata y fue el líder en puntos de la serie regular. Ya en la serie final, el equipo ganó su segundo título consecutiva al ganar la serie 4-2 contra los Panteras del Distrito Nacional. Tras conseguir su segundo título de forma consecutiva, se convirtió en el primer equipo de la liga en ganar dos títulos de manera consecutiva. Amaury Filión fue elegido jugador más valioso de la serie final.
En la temporada de 2008, avanzaron a la postemporada por tercera vez consecutiva pero el equipo no pudo avanzar más allá de la primera ronda al ser eliminados por los Indios de San Francisco de Macorís con 2-0 en la serie a favor de los Indios. En 2009 después de varios cambios en la fecha inicial de torneo de 2009, la liga anunció que no se llevaría a cabo el campeonato de ese año por varios problemas que provocaron esos cambios de fechas.
En la temporada de 2010, la liga Lidoba pasó a ser nombrada como la Liga Nacional de Baloncesto (LNB). En la temporada, el equipo de los Metros avanzaron a los playoffs por cuarta vez consecutiva pero en la postemporada fueron eliminados por los Tiburones de Puerto Plata, la serie finalizó 2-3. En la temporada de 2011, los Metros no pudieron avanzar a los playoffs tras finalizar con un récord de 9-11, quedando fuera de la postemporada por primera vez desde 2005.
En la temporada de 2012, el equipo logró su entrada a los playoffs tras lograr un récord de 12-8. Ya en los playoffs, fueron eliminados por los Cañeros de La Romana por 3-4, luego de comenzar la serie con total dominación de 3-1. En la temporada de 2013, lograron un récord de 13-7 ocupando el primer lugar del circuito norte, pero en la postemporada fueron eliminados por los campeones de esa misma temporadas los Indios de San Francisco de Macorís por 2-3.
En la temporada de 2014, con Víctor Liz como capitán y promediando 20,6 puntos por partido (segundo de la liga), el equipo de los Metros lograron el primer lugar del circuito norte con un récord de 13-7. Al finalizar la serie regular, Liz fue nombrado en el mejor quinteto de la liga. En los playoffs, eliminaron 3-2 a los Reales de La Vega para avanzar a la serie final. En la serie final, los Metros se coronaron campeones de la liga cuando derrotaron a los Titanes del Distrito Nacional 4-2, logrando su tercer título. Los Metros se convirtieron en el primer equipo de la liga en ganar tres títulos de campeonatos y lograr dos de forma consecutiva.
Para la Liga Nacional de Baloncesto 2016, los Metros renovaron a Robert Glenn el 16 de junio de 2016. Glenn fue uno de los jugadores más destacados del equipo y de la liga durante la temporada de 2015, también fue una pieza clave durante la Serie Final de 2015, donde el equipo de Santiago resultó campeón nacional. Los Metros liderados por su capitán Liz y el refuerzo Glenn, comenzaron la temporada ganando los primeros 10 partidos, estableciendo el mejor comienzo de una temporada en la historia de la Liga Nacional de Baloncesto, superando el anterior récord de 9-0 que lograron los Cocolos de San Pedro de Macorís en 2005 y los Leones de Santo Domingo en 2011. La racha de los primeros 10 partidos ganados terminó cuando fueron derrotados por los Leones de Santo Domingo el 23 de julio de 2016. Los Metros también ganaron 15 partidos consecutivos en la serie regular sumando las últimos 5 que ganaron en la temporada de 2015.

## Trayectoria
| Año                | Circuito                                   | Posición                                   | G                                          | P                                          | %                                          | Playoffs                                                             | Resultado                                                         |                |
| ------------------ | ------------------------------------------ | ------------------------------------------ | ------------------------------------------ | ------------------------------------------ | ------------------------------------------ | -------------------------------------------------------------------- | ----------------------------------------------------------------- | -------------- |
| Metros de Santiago |                                            |                                            |                                            |                                            |                                            |                                                                      |                                                                   |                |
| 2005               | —                                          | 7º                                         | 8                                          | 13                                         | .380                                       | —                                                                    | —                                                                 |                |
| 2006               | Norte                                      | 1º                                         | 13                                         | 10                                         | .565                                       | Gana la Semifinal Gana la Serie Final                                | Metros 3, Marineros 2 Metros 4, Constituyentes 3                  |                |
| 2007               | Norte                                      | 2º                                         | 10                                         | 13                                         | .435                                       | Gana la Primera ronda Gana la Semifinal Gana la Serie Final          | Metros 2, Indios 1 Metros 3, Marineros 1 Metros 4, Panteras 2     |                |
| 2008               | Norte                                      | 2º                                         | 10                                         | 9                                          | .526                                       | Pierde la Primera ronda                                              | Indios 2, Metros 0                                                |                |
| 2009               | No hubo torneo                             | No hubo torneo                             | No hubo torneo                             | No hubo torneo                             | No hubo torneo                             | No hubo torneo                                                       | No hubo torneo                                                    | No hubo torneo |
| 2010               | Norte                                      | 1º                                         | 6                                          | 3                                          | .666                                       | Pierde la Semifinal                                                  | Tiburones 3, Metros 2                                             |                |
| 2011               | Norte                                      | 4º                                         | 9                                          | 11                                         | .450                                       | —                                                                    | —                                                                 |                |
| 2012               | Norte                                      | 2º                                         | 12                                         | 8                                          | .600                                       | Pierde la Semifinal                                                  | Cañeros 4, Metros 3                                               |                |
| 2013               | Norte                                      | 1º                                         | 13                                         | 7                                          | .650                                       | Pierde la Semifinal                                                  | Indios 3, Metros 2                                                |                |
| 2014               | Norte                                      | 1º                                         | 13                                         | 7                                          | .650                                       | Gana la Semifinal Gana la Serie Final                                | Metros 3, Reales 2 Metros 4, Titanes 2                            |                |
| 2015               | Norte                                      | 1º                                         | 14                                         | 6                                          | .700                                       | Gana la Semifinal Gana la Serie Final                                | Metros 3, Huracanes 1 Metros 4, Cañeros 3                         |                |
| 2016               | Norte                                      | 1º                                         | 18                                         | 2                                          | .900                                       | Gana la Semifinal Pierde la Serie Final                              | 6-0 en el Round Robin Leones 4, Metros 3                          |                |
| 2017               | Norte                                      | 1º                                         | 15                                         | 5                                          | .750                                       | Gana la Semifinal Gana la Serie Final                                | 5-1 en el Round Robin Metros 4, Leones 1                          |                |
| 2018               | Norte                                      | 3º                                         | 8                                          | 10                                         | .444                                       | —                                                                    | —                                                                 |                |
| 2019               | —                                          | 4º                                         | 8                                          | 8                                          | .500                                       | Gana la Semifinal Pierde la Serie Final                              | Metros 3, Reales 1 Indios 4, Metros 3                             |                |
| 2020               | No hubo torneo por la pandemia de COVID-19 | No hubo torneo por la pandemia de COVID-19 | No hubo torneo por la pandemia de COVID-19 | No hubo torneo por la pandemia de COVID-19 | No hubo torneo por la pandemia de COVID-19 | No hubo torneo por la pandemia de COVID-19                           | No hubo torneo por la pandemia de COVID-19                        |                |
| 2021               | —                                          | 1°                                         | 11                                         | 3                                          | .786                                       | Pierde la Semifinal                                                  | Leones 3, Metros 0                                                |                |
| 2022               | —                                          | 7°                                         | 6                                          | 8                                          | .429                                       | —                                                                    | —                                                                 |                |
| 2023               | —                                          | 8°                                         | 3                                          | 11                                         | .214                                       | —                                                                    | —                                                                 |                |
| 2024               | —                                          | 4°                                         | 8                                          | 6                                          | .571                                       | Clasificado en primera ronda Pierde la Semifinal                     | 6-4 en fase de eliminación Reales 3, Metros 1                     |                |
| 2025               | —                                          | 2°                                         | 8                                          | 6                                          | .571                                       | Clasificado en primera ronda Gana la Semifinal Pierde la Serie Final | 7-3 en fase de eliminación Metros 3, Indios 1 Titanes 4, Metros 0 |                |
| Totales            | Totales                                    | Totales                                    | 193                                        | 146                                        | .569                                       |                                                                      |                                                                   |                |
| Playoffs           | Playoffs                                   | Playoffs                                   | 78                                         | 58                                         | .574                                       | 5 Campeonatos                                                        | 5 Campeonatos                                                     |                |

## Dirigentes
| #  | Nombre                | Duración             | Ref.   |
| -- | --------------------- | -------------------- | ------ |
| 1  | Nelson Ureña          | 2005, 2012-2013      | -      |
| 2  | Melvyn López          | 2006-2007, 2010-2011 | -      |
| 3  | Rodolfo Sánchez       | 2008                 | -      |
| 4  | Tony Ruiz             | 2014                 | [ 14 ] |
| 5  | Carlos González       | 2015-2016            | [ 15 ] |
| 6  | José "Maíta" Mercedes | 2017                 | [ 16 ] |
| 7  | Paco Olmos            | 2018                 | [ 17 ] |
| 8  | Julio César Javier    | 2018                 | -      |
| 9  | Joel Ramírez          | 2019                 | [ 18 ] |
| 10 | Melvyn López          | 2019-presente        | [ 19 ] |